# Lomaptera cyclopensis
Lomaptera cyclopensis är en skalbaggsart som beskrevs av Valck Lucassen 1961. Lomaptera cyclopensis ingår i släktet Lomaptera och familjen Cetoniidae. Utöver nominatformen finns också underarten L. c. dilutior.